# Ghostrunner
Ghostrunner ist ein Actionspiel, entwickelt von One More Level, 3D Realms und Slipgate Ironworks und veröffentlicht von All In! Games und 505 Games. Es erschien 2020 für Windows, Xbox One und PlayStation 4, später auch für Switch, PlayStation 5 und Xbox Series X/S. Eine Story-Erweiterung mit dem Titel Ghostrunner: Projekt Hel wurde am 3. März 2022 veröffentlicht. Eine Fortsetzung erschien am 26. Oktober 2023.

## Handlung
Nach einer nicht näher spezifizierten globalen Katastrophe, die als „Burst“ bekannt ist, ist die Menschheit im Dharma Tower untergebracht, einer riesigen wolkenkratzerähnlichen Gebilde, die den Rest der Menschheit beherbergt. Der Ghostrunner erwacht ohne Erinnerung, erhält aber den Auftrag, den Architekten zu befreien.
Adams konserviertes Bewusstsein, der den Dharma-Turm errichtete und beherrschte und die Ghostrunner schuf (technologisch verbesserte Supermenschen, die als Friedens- und Polizeitruppe dienen.) wurde von Mara (die Vertraute des Architekten) verraten in einem Putsch, der die meisten Ghostrunner-Einheiten zerstörte, und ist nun als Schlüsselmeisterin bekannt. Der Ghostrunner wurde von einer Gruppe von Rebellen, den Climbers, zur Reparatur entdeckt, doch der Aufstand wurde niedergeschlagen, kurz bevor der Ghostrunner reaktiviert wurde. Der Architekt überträgt dem Ghostrunner die Aufgabe, den Schlüsselmeister zu besiegen.
Die verbleibenden Cybervoid-Systeme, das digitale Netzwerk, das den Dharma-Turm verbindet, und die Grundlage, auf der die Intelligenz des Architekten basiert, sind alle für den Ghostrunner zugänglich. Daher ist der Architekt in der Lage, Schäden an der Codierung des Ghostrunners zu reparieren. Zoe, eine überlebende Bergsteigerin, wird vom Ghostrunner kontaktiert, als sie versucht, ihn um Hilfe zu bitten. Sie bietet ihm an, ihn bei seinem Vorhaben, den Schlüsselmeister zu besiegen, zu unterstützen. Zoe gibt ihm auch den Namen „Jack“, ein Pseudonym, das die Kletterer bei ihren Versuchen, ihn zu reparieren, verwendet haben. Mara schaltet die Luftfiltersysteme in dem Bezirk, in dem der Aufstand stattfand, ab, wodurch alle Bewohner des Bezirks an dem radioaktiven Staub in der Atmosphäre sterben könnten. Zum Entsetzen des Architekten erklärt sich der Ghostrunner auf Zoes Bitte hin bereit, die Turbinen wieder in Betrieb zu nehmen.
Um nach Dharma City, dem Elitesektor des Turms, zu gelangen, nimmt der Ghostrunner den Amida-Aufzug. Der Ghostrunner begibt sich zum Repository, einem geschützten Cybervoid-Server, der Daten aus der Zeit vor dem Ausbruch sowie bestimmtes Wissen über das Projekt Ghostrunner enthält. Die Einheit entwendet die Daten und zwingt den Ghostrunner, sie zu besiegen, um Zugang zu den Verbesserungen der Daten zu erhalten. Die Schlüsselmeisterin sagt dem Architekten und seiner «Marionette», dass sie, sobald der Ghostrunner besiegt ist, alle überlebenden Cybervoid-Systeme zerstören und damit die Intelligenz des Architekten auslöschen wird.
Der Ghostrunner macht sich dann auf den Weg zum Machtzentrum des Keymasters, dem Core. Der Ghostrunner entdeckt einen letzten Cybervoid-Server und erlangt die Fähigkeit, die allgegenwärtigen «Atma»-Neuralimplantate seiner Gegner zu hacken. Der Ghostrunner stellt fest, dass der Architekt dank dieser Fähigkeit in der Lage ist, Menschen zu manipulieren, und bemerkt, dass der Architekt schlimmer ist als Mara. Mara erkennt, dass der einzige Grund, warum der Ghostrunner den Sektor von früher aufbewahrt hat, anstatt seine Reise fortzusetzen, um sie zu konfrontieren, der ist, dass er nicht völlig gehorsam war, und sie versucht, ihn davon zu überzeugen, dass der Architekt nichts weiter als eine verrückte Maschine ist.
Der Ghostrunner erkennt, dass der Architekt über seine Fähigkeiten im Turm gelogen hat, als er sie zum Schweigen bringt. Der Ghostrunner erreicht die Manifestation des Architekten, der ihm mitteilt, dass Cybervoid ohne ihn aufhören würde zu existieren, was den Ghostrunner praktisch umbringen würde. Nichtsdestotrotz zerstört der Ghostrunner den Architekten und stellt sich als Jack wieder vor. Der Epilog wird von Zoe erzählt, die behauptet, dass die Menschheit nun frei ist, ihr eigenes Schicksal zu wählen, frei von dem wahnhaften Architekten und Maras Tyrannei. Sie bedankt sich bei Jack, der offenbar reaktiviert worden ist.

## Spielprinzip
Als Jack, der Ghostrunner, muss der Spieler gefährliche Umgebungen durchqueren, indem er rennt, springt, an der Wand entlangläuft und sich festhält. Der Spieler trifft auch auf Feinde, mit denen er vorsichtig umgehen muss, da sowohl Feinde als auch der Spieler mit einem Treffer getötet werden können. Jack kann eine Mechanik namens „Sensory Boost“ nutzen, die es ihm ermöglicht, die Zeit zu verlangsamen und Kugeln in der Luft auszuweichen und abzulenken. Im Laufe der Geschichte schaltet der Spieler neue Fähigkeiten und Upgrades frei.

## Entwicklung
Der polnische Entwickler One More Level arbeitete bei der Entwicklung des Spiels mit 3D Realms zusammen. Das Spiel wurde mit der Unreal Engine 4 entwickelt und unterstützt die RTX-Technologie von Nvidia. Ghostrunner wurde während der Gamescom 2019 angekündigt. Eine Demo war vom 6. bis 13. Mai 2020 auf Steam verfügbar. Das Spiel erhielt bereits vor seiner Veröffentlichung positive Kommentare. Forbes bezeichnete das Spiel als eine Mischung aus Titanfall, Dishonored und Superhot. Das Spiel wurde am 27. Oktober 2020 für Microsoft Windows, Xbox One und PlayStation 4 von All In! Games und 505 Games veröffentlicht,[8] eine Version für Nintendo Switch erschien am 10. November 2020 und Versionen für PlayStation 5 und Xbox Series X/S wurden am 28. September 2021 veröffentlicht. Eine Version für Amazon Luna wurde am 6. April 2021 veröffentlicht.

## Rezeption
Ghostrunner erhielt laut Metacritic „allgemein positive Bewertungen“. Zwischen 73 und 81 von 100 Punkten je nach System.
Die Gamestar meint „Ghostrunner lockt mit dem Besten aus Mirrors Edge, Shadow Warrior und System Shock .... und hat in Nahezu allen Bereichen Überzeugt“.
4Players meint: Wer Leidensfähig ist, soll zugreifen, da einem nicht der kleinste Fehler verziehen wird.
Pixel-Magazin meint: „Bockschwer aber dennoch genial“.
Das Spiel wurde bis zum 13. Mai 2021 mehr als 600.000 Mal verkauft.